# 디하이드로아세트산
디하이드로아세트산(영어: dehydroacetic acid)은 여러 산업 분야에서 사용되는 유기 화합물이다. 화합물은 피론 유도체로 분류된다. 무취, 무색 내지 흰색의 결정성 분말로 거의 물에 녹지 않으며 대부분의 유기 용매에 적당히 용해된다.

## 제조
디하이드로아세트산은 다이케텐의 염기 촉매 이량체화에 의해 제조된다. 일반적으로 사용되는 유기 염기는 이미다졸, DABCO 및 피리딘을 포함한다.

## 용도
산업적으로 디하이드로아세트산은 다음을 포함하는 여러 용도를 가진다.
- 살진균제 및 살세균제 – 나트륨염인 디하이드로아세트산 나트륨은 물에 대한 용해도가 더 크기 때문에 디하이드로아세트산 대신에 종종 사용된다.
- 호박과 딸기의 피클 팽창을 방지하기 위한 식품 방부제로 사용된다.[5] 식품 첨가물로 사용되는 경우 디하이드로아세트산은 식품 첨가물의 국제 번호 체계 또는 E 번호 265를 사용하여 표시된다.
- 합성 수지에서 가소제.[1]
- 치약의 항효소.
- 다이메틸-4-피리돈의 전구체. 화합물은 디하이드로아세트산이 1차 아민을 포함하는 수용액에 노출될 때 합성된다.[6]

## 같이 보기
- 아세트산